# Цзюйцюй Аньчжоу
Цзюйцюй Аньчжоу (кит. 沮渠安周, пиньинь Jǔqú Ānzhōu, ?—460) — наследник правителей государства Северная Лян.

## Биография
Год рождения неизвестен. Первое упоминание в источниках относится к 431 году, когда Цзюйцюй Мэнсюнь отправил его с посольством в Пинчэн — столицу империи Северная Вэй.
После того, как в 439 году Северная Вэй захватила северолянскую столицу Гуцзан, северовэйские войска начали занимать и другие города бывшей Северной Лян. Согласно источникам, Цзюйцюй Аньчжоу был в это время губернатором в Лэду. Спасаясь от северовэйских войск, он бежал в государство Тогон, а зимой 441 года присоединился к бежавшему в Дуньхуан брату Цзюйцюй Ухуэю.
Опасаясь, что он станет следующей целью Северной Вэй, и не имея в Дуньхуане достаточных запасов продовольствия, Ухуэй решил создать себе новое государство в Западном Крае. Он отправил Цзюйцюй Аньчжоу против государства Шаньшань, но нападение было отбито. Тем не менее, в 442 году Ухуэй покинул Дуньхуан и, несмотря на то, что половина его солдат погибла по дороге от голода и жажды, соединился с Аньчжоу, после чего войска братьев взяли Шаньшань.
В это время Тан Ци, который когда-то был генералом на службе у государства Западная Лян, атаковал обосновавшегося в Гаочане другого генерала бывшей Северной Лян — Кань Шуана. Кань Шуан запросил помощи у Цзюйцюй Ухуэя, однако когда тот прибыл — Кань Шуан уже разгромил Тан Ци, убив того в бою, и отказался иметь дело с Ухуэем. Осень 442 года Цзюйцюй Ухуэй совершил неожиданное нападение на Гаочан и захватил его; Кань Шуан бежал в Жужаньский каганат. Цзюйцюй Ухуэй перенёс свою ставку в Гаочан, и отправил посольство в южнокитайскую империю Сун, предлагая стать вассалом; сунский император даровал ему титул «Хэсиского князя» (河西王).
В 444 году Цзюйцюй Ухуэй скончался, и на престол взошёл Цзюйцюй Аньчжоу. Он также отправил посольство в южную империю Сун, сообщая о произошедших изменениях, и император также даровал ему титул «Хэсиского князя».
О его правлении в Гаочане в источниках информации нет. В 460 году Жужаньский каганат захватил Гаочан, и Цзюйцюй Аньчжоу был убит вместе со всей своей семьёй. Во главе Гаочана жужанями был поставлен Кань Бочжоу (родственник Кань Шуана), положив начало правившей в Гаочане династии Каней.